# Méfenpyr
Le méfenpyr  est un phytoprotecteur utilisé en combinaison avec l'herbicide éthyl de fenoxaprop sur les cultures de blé, l'orge et le riz.